# Conseil général de la Mayenne (Premier Empire)
 (juillet 2025).
Motif : opportunité de créer une page propre du conseil général pour chaque régime ?
- Archive Wikiwix
- Bing
- Cairn
- DuckDuckGo
- E. Universalis
- Gallica
- Google
- G. Books
- G. News
- G. Scholar
- Persée
- Qwant
- (zh) Baidu
- (ru) Yandex

| 1. | Préciser le motif de la pose du bandeau. | Précisez le motif de la pose du bandeau en utilisant la syntaxe suivante : {{admissibilité à vérifier\|date=juillet 2025\|motif=remplacez ce texte par le motif}}                                                   |
| 2. | Informer les utilisateurs concernés.     | Pensez à avertir le créateur de l'article, par exemple, en insérant le code ci-dessous sur sa page de discussion : {{subst:avertissement admissibilité à vérifier\|Conseil général de la Mayenne (Premier Empire)}} |

Le conseil général de la Mayenne était une assemblée créé dans le cadre de la loi concernant la division du territoire de la République et l’administration du 28 pluviôse an VIII (17 février 1800). Ceux-ci sont nommés par le chef d’État de 1800 à 1833. pour le département français de la Mayenne. 

## Composition en 1801
- Jean-Pierre Guittet
- Mathurin Julien Dalibourg
- Julien Leroy des Barres
- Livet
- Louis-Pierre-Julien Bachelier
- Jean-François Noël
- Halligon
- François-René Lefebvre d'Argencé
- René-François Lair-Lamotte
- Chenau
- Jacques-Jean-Siméon-Pierre Bouvet
- René-François Plaichard Choltière
- Pierre-Charles-François Thoreau-Touchardière Chevillery
- Oudard
- Marie Joseph de Bonchamps
- Girard

## Composition en 1814-1815
Plusieurs conseillers seront destitués lors de l'établissement du Conseil général de la Mayenne, lors de l'établissement de la Seconde Restauration en 1815 :
- René-François Plaichard Choltière, remplacé à sa mort par François Leclerc de Beaulieu en 1815
- Étienne Boudet, remplacé par Pierre Marie Alexis du Plessis d'Argentré en 1815
- René-François Lair-Lamotte, remplacé par  Louis Florent de Bonchamps en 1815
- Pierre Trottry, remplacé par Augustin de la Tullaye en 1816
- Jean-Pierre Guittet, remplacé par André Guillet de Préau en 1816
- Jacques-Jean-Siméon-Pierre Bouvet, remplacé par Olivier Serclot des Guyonnières en 1816
- Louis-Antoine-Charles Le Fizelier, remplacé par Nicolas-François Le Forestier en 1816
- Michel-Claude Quantin-Lambron, remplacé par Marie-Jean Tanquerel de Vaucé en 1816
- Julien Garnier, remplacé par Alexandre Picot de Vahaie en 1816
- Jean-Baptiste Guezet-Lavergée, remplacé par Pierre d'Héliand d'Ampoigné en 1816
- Julien Leroy des Barres, reconduit lors de la Seconde Restauration
- Christophe Piette, reconduit lors de la Seconde Restauration
- Joseph Lebreton Lacoudre, reconduit lors de la Seconde Restauration
- Guillaume de Champagné-Giffard, reconduit lors de la Seconde Restauration
- Michel Seguin, reconduit lors de la Seconde Restauration
- François-Jean Belard, reconduit lors de la Seconde Restauration

## Sources
- Gazette nationale, ou le moniteur universel, Volume 27, p. 902  Voir en ligne
- Michel Denis, Les royalistes de la Mayenne et le monde moderne (XIXe-XXe siècle),  Paris, Klincksieck, 1977, p. 137.